# Správní obvod obce s rozšířenou působností Votice
Správní obvod obce s rozšířenou působností Votice je od 1. ledna 2003 jedním ze tří správních obvodů rozšířené působnosti obcí v okrese Benešov ve Středočeském kraji. Čítá 15 obcí, z toho 2 města a 2 městyse.
Město Votice je zároveň obcí s pověřeným obecním úřadem, přičemž oba správní obvody jsou územně totožné.

## Seznam obcí
Poznámka: Města jsou vyznačena tučně, městyse kurzívou, části obcí malince.
- Červený Újezd (Červený Újezd, Horní Borek, Milhostice, Nové Dvory, Styrov, Třetužel)
- Heřmaničky (Arnoštovice, Číšťovice, Dědkov, Durdice, Heřmaničky, Jestřebice, Jiříkovec, Jíví, Karasova Lhota, Křenovičky, Loudilka, Peklo, Velké Heřmanice)
- Jankov (Bedřichovice, Čečkov, Čestín, Jankov, Jankovská Lhota, Nosákov, Odlochovice, Otradovice, Pičín, Podolí)
- Ješetice (Báňov, Hlaváčkova Lhota, Ješetice, Radíč, Řikov)
- Mezno (Lažany, Mezno, Mitrovice, Stupčice, Vestec)
- Miličín (Kahlovice, Malovice, Miličín, Nasavrky, Nové Dvory, Petrovice, Reksyně, Záhoří u Miličína, Žibkov)
- Neustupov (Barčov, Bořetice, Broumovice, Dolní Borek, Hojšín, Chlístov, Jiřetice, Královna, Neustupov, Podlesí, Sedlečko, Slavín, Vlčkovice, Vrchy, Záhoříčko, Zálesí, Žinice)
- Olbramovice (Babice, Dvůr Semtín, Kochnov, Křešice, Mokřany, Olbramovice Městečko, Olbramovice Ves, Podolí, Radotín, Semtín, Semtínek, Slavkov, Tomice II, Veselka, Zahradnice)
- Ratměřice (Hrzín, Ratměřice, Skrýšov)
- Smilkov (Kouty, Líštěnec, Oldřichovec, Plachova Lhota, Smilkov, Zechov)
- Střezimíř (Bonkovice, Černotice, Dolní Dobřejov, Horní Dobřejov, Střezimíř)
- Vojkov (Bezmíř, Křenovice, Lhotka, Minartice, Podolí, Sledovice, Vojkov, Voračice, Zahrádka)
- Votice (Amerika, Beztahov, Bučovice, Budenín, Buchov, Hory, Hostišov, Javor, Kaliště, Košovice, Lysá, Martinice, Mladoušov, Mysletice, Nazdice, Nezdice, Otradovice, Srbice, Střelítov, Větrov, Votice, Vranov, Zdeboř)
- Vrchotovy Janovice (Braštice, Hůrka, Libohošť, Manělovice, Mrvice, Rudoltice, Sedlečko, Šebáňovice, Velká Lhota, Vrchotovy Janovice)
- Zvěstov (Bořkovice, Hlohov, Laby, Libouň, Ondřejovec, Otradov, Roudný, Šlapánov, Vestec, Vlastišov, Zvěstov)

## Obyvatelstvo
| Rok  | Obyv.  | ± %    |
| ---- | ------ | ------ |
| 1869 | 24 849 | —      |
| 1880 | 23 683 | −4,7 % |
| 1890 | 22 740 | −4 %   |
| 1900 | 21 820 | −4 %   |
| 1910 | 21 188 | −2,9 % |

| Rok  | Obyv.  | ± %     |
| ---- | ------ | ------- |
| 1921 | 20 906 | −1,3 %  |
| 1930 | 19 543 | −6,5 %  |
| 1950 | 15 091 | −22,8 % |
| 1961 | 15 213 | +0,8 %  |
| 1970 | 14 458 | −5 %    |

| Rok  | Obyv.  | ± %    |
| ---- | ------ | ------ |
| 1980 | 13 661 | −5,5 % |
| 1991 | 12 651 | −7,4 % |
| 2001 | 11 970 | −5,4 % |
| 2011 | 12 322 | +2,9 % |
| 2021 | 12 459 | +1,1 % |